# 原宿ガールズ

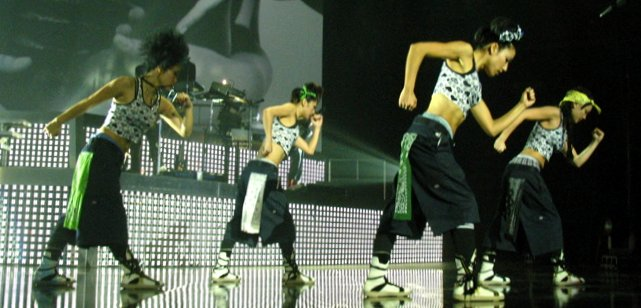
2005年の the Harajuku Lovers Tour で踊る原宿ガールズ。

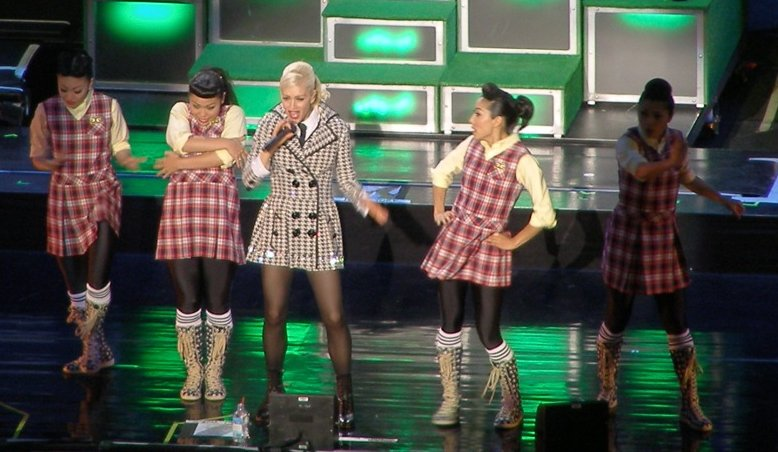
2007年、「グウェン姐さんのねじ巻き行進曲。」をパフォーマンスする、グウェン・ステファニー（中央）と原宿ガールズ。

原宿ガールズ（はらじゅくガールズ、Harajuku Girls）は、グウェン・ステファニーがソロ活動としてポップ/R&B/ダンス系の音楽に取り組んでいた時期にステージ・ショーやミュージック・ビデオに起用していた、日本人と日系アメリカ人の女性バック・ダンサー4人組。彼女たちは、ステファニーが公の場所に姿を現すときに、随員として現れることもあった。
原宿ガールズのメンバーは、「ラヴ (Love)」ことマヤ・チノ (Maya Chino)、「エンジェル (Angel)」ことジェニファー・キタ (Jennifer Kita)、「ミュージック (Music)」ことリノ・ナカソネ・ラザラン (Rino Nakasone-Razalan)（仲宗根梨乃）、「ベイビー (Baby)」ことマユコ・キタヤマ (Mayuko Kitayama) であった。グループ名は、東京の原宿にちなんだものである。彼女たちのステージ名は、ステファニーの最初のソロ・アルバム（『ラヴ.エンジェル.ミュージック.ベイビー.』）や、彼女の衣服のブランド（L.A.M.B.）から採られたものである。

## 来歴
原宿ガールズは、2004年にグウェン・ステファニーのアルバム『ラヴ.エンジェル.ミュージック.ベイビー.』のためのバック・ダンサーとして採用された。原宿ガールズはその後もしばらくステファニーとともに登場し続け、「ホワット・ユー・ウェイティング・フォー?」、「リッチ・ガール (Rich Girl)」、「ホラバック・ガール (Hollaback Girl)」、「ラグジュリアス (Luxurious)」、「クラッシュ (Crash)」、「グウェン姐さんのねじ巻き行進曲。 (Wind It Up)」、「スウィート・エスケイプ (The Sweet Escape)」、「ナウ・ザット・ユー・ガット・イット (Now That You Got It)」のミュージック・ビデオに出演した。ステファニーは『Friday Night with Jonathan Ross』に出演した際、このダンサーたちを自分の「想像上の友だち (imaginary friends)」と紹介した。
4人のうち3人は、後にノー・ダウトの2012年のビデオ「セトル・ダウン (Settle Down)」にも出演した。

## キャスト

### マヤ・チノ

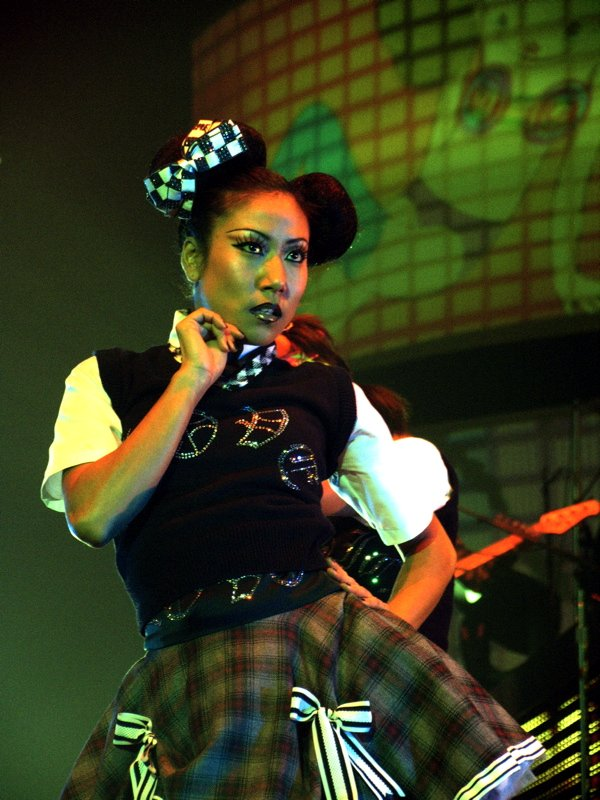
「原宿ガールズ」のステージ演技中のマヤ・チノ（「ラヴ」）。

マヤ・チノ（ステージ名「ラヴ」）は東京で育った。3歳からバレエを習いはじめ、タップダンスも踊っていた。グウェン・ステファニーのバックを務める前には、大韓民国の歌手BoAのバック・ダンサーをしていた。その後一時期は、ロサンゼルスに住んで、ホリプロ・ミュージック・アカデミー (HORIPRO Music Academy) で子どもたちにヒップホップダンスを教えていた。また、このアカデミーのヒッピホップ・チーム「RIZE」の主任インストラクター、振付師を務めていた。

### ジェニファー・キタ
ジェニファー・キタ（ステージ名「エンジェル」ないし「リル・エンジェル (Lil Angel)」）は、カリフォルニア州トーランス出身の日系アメリカ人。トーランスの South High School を卒業した後、サンディエゴに移り、サンディエゴ・メサ・カレッジ (San Diego Mesa College) でヒップホップを学んだ。その後、サンディエゴのダンス・グループ Culture Shock San Diego に参加して活動した2年間を経て、ヒップホップ・エンターテイメント集団 Urban FX に1年間加わった。確認はされていないが、広く言われているところでは、ジェニファー・キタのステージ名が「エンジェル」から「リル・エンジェル」に変わった（かもしれない）のは、香水「Harajuku Lovers Fragrance」の宣伝で、ステファニーが「リル・エンジェル」として言及したことがきっかけだという。

### リノ・ナカソネ・ラザラン（仲宗根梨乃）
リノ・ナカソネ・ラザラン（仲宗根梨乃）（ステージ名「ミュージック」）は、1979年6月11日に生まれ、沖縄県で育った。マイケル・ジャクソンやジャネット・ジャクソンのミュージック・ビデオを見てダンスの興味を持ち、その動きを真似していた。19歳のとき、ダンスを学ぶためにロサンゼルスに渡った。彼女はその後、ダンスを教える仕事を経て、女性ばかりのダンス・グループであるビート・フリークス (Beat Freaks) に加わり、（MTVの）『America's Best Dance Crew』（2009年のシーズン3）に出場して準優勝した。後には、ダンス/マルチメディアのショー『Siren Assassins』にクイーン・ジェイド (Queen Jade) 役で出演した。かつては、ビート・フリークスのマネージャーで、ダンサーとしての同僚でもあったリー＝J・ラザラン (Lee-J Razalan) と結婚していた。彼女が振付を担当した曲は、大韓民国の有名な男性グループであるSHINeeのデビュー曲「お姉さんは本当に可愛い(Replay) (누난 너무 예뻐 (Replay))」や、「酸素のような君 (산소같은 너)」（「Show the World」のカバー）、「JULIETTE」、「LUCIFER」、「Helloなどの振付を担当し、さらに少女時代の「GENIE」、「Oh!」、「Hoot」、SUPER JUNIORの「No Other」、f(x)の「Chu～♡」、「NU 예삐오 (NU ABO)」、「Gangsta Boy」、「Hot Summer」、BoAの「Dangerous」、「Copy & Paste」などに及んでいる。

### マユコ・キタヤマ
マユコ・キタヤマ（ステージ名「ベイビー」）は、1983年2月17日に神戸市に生まれ、大阪府で育った。ニューヨークに渡って数カ所のダンス・スタジオに学んだ後、日本へ帰国して数年間ダンサーとして活動した。2004年に再び渡米してロサンゼルスに定住し、同年、ブリトニー・スピアーズの The Onyx Hotel Tour にバック・ダンサーとして参加した。2011年現在、ロサンゼルスのシャーマンオークス (Sherman Oaks) に居を構えている。

## 批判
アジア系アメリカ人（韓国系アメリカ人）のエンターテイナーであるマーガレット・チョーは、ステファニーと原宿ガールズに対して、アジア人女性に対する否定的なステレオタイプを強化するものであるとする批判を行なった。これに応じてナカソネ・ラザランは、ステファニーは日本のファッション文化に着想を得たのであり、自分はグループの一員であることを光栄に思っている、と述べた。チョーは、『Blender』誌、2006年1/2月号のインタビューで、スレファニーと原宿ガールズについて、アジア人女性に対する民族的ステレオタイプを強化するミンストレル・ショーだと述べている。
Salon.com のライター、ミヒ・アン (Mihi Ahn) は、ステファニーの原宿ガールズについて、「ステファニーは日本のストリート・ファッション (Japanese street fashion) のアイデアを採り上げて、彼女たちを現代のゲイシャに仕立てたのだ」と述べた。